# Eddie Gomez
Eddie Gomez (* 4. října 1944) je portorický jazzový kontrabasista. Již v dětství se svou rodinou odjel do New Yorku, kde ve svých jedenácti letech začal hrát na kontrabas; později studoval na Juilliard School. V letech 1966 až 1977 byl členem tria klavíristy Billa Evanse. První album pod svým jménem nazvané Down Stretch vydal v roce 1976. Mimo své práce s Evansem, se kterým nahrál dlouhou řadu alb, nahrál i s dalšími hudebníky, mezi které patří například Chick Corea, Art Farmer, Bill Bruford nebo Jack DeJohnette.